# Prix Dis
Le prix Dis (en serbe cyrillique : Дисова награда ; en serbe latin : Disova nagrada) est un prix littéraire serbe créé par la Bibliothèque municipale Vladislav Petković Dis de Čačak en l'honneur du poète Vladislav Petković Dis (1880-1917). Depuis 1964, il est décerné chaque année à un poète au cours de la manifestation culturelle du « Printemps de Dis » (Disovo proleće).

## Lauréats
Les lauréats du prix sont les suivants :
- 2020 : Rajko Petrov Nogo[2]
- 2019 : Đorđo Sladoje[3],[4]
- 2018 : Đorđe Nešić[5]
- 2017 : Zlata Kocić[6]
- 2016 : Tomislav Marinković[7]
- 2015 : Saša Radojčić[8]
- 2014 : Ana Ristović[9]
- 2013 : Non décerné
- 2012 : Dragan Jovanović Danilov
- 2011 : Živorad Nedeljković[10]
- 2010 : Saša Jelenković
- 2009 : Nikola Vujčić
- 2008 : Vladimir Kopicl[11]
- 2007 : Milan Đorđević
- 2006 : Slobodan Zubanović
- 2005 : Vojislav Karanović
- 2004 : Radmila Lazić
- 2003 : Duško Novaković
- 2002 : Miroslav Maksimović
- 2001 : Milosav Tešić
- 2000 : Novica Tadić
- 1999 : Branislav Petrović
- 1998 : Božidar Timotijević
- 1997 : Dragan Kolundžija
- 1996 : Miodrag Pavlović
- 1995 : Milovan Danojlić
- 1994 : Milutin Petrović
- 1993 : Jovan Hristić
- 1992 : Alek Vukadinović
- 1991 : Tanasije Mladenović
- 1990 : Matija Bećković
- 1989 Ljubomir Simović
- 1988 : Ivan V. Lalić
- 1987 : Radovan Pavlovski
- 1986 : Vesna Parun
- 1985 : Borislav Radović
- 1984 : Ciril Zlobec
- 1983 : Aleksandar Ristović
- 1982 : Izet Sarajlić
- 1981 : Slavko Vukosavljević
- 1980 : Jure Kaštelan
- 1979 : Stevan Raičković
- 1978 : Blaže Koneski
- 1977 : Dušan Kostić
- 1976 : Branko V. Radičević
- 1975 : Skender Kulenović
- 1974 : Gustav Krklec
- 1973 : Miloš Crnjanski
- 1972 : Dušan Matić
- 1971 : Oskar Davičo
- 1970 : Vito Marković
- 1969 : Aleksandar Vučo
- 1968 : Desimir Blagojević
- 1967 : Desanka Maksimović
- 1966 : Veljko Petrović
- 1965 : Risto Tošović
- 1964 : Vasko Popa